# Phong trào Giám lý
Phong trào Giám lý là một nhóm các giáo hội có mối quan hệ lịch sử với nhau thuộc cộng đồng Kháng Cách. Bắt nguồn từ cuộc chấn hưng tôn giáo khởi phát bởi John Wesley tại Anh Quốc vào thế kỷ 18. John Wesley, một mục sư Anh giáo, cố giữ phong trào chấn hưng tâm linh này phát triển bên trong Giáo hội Anh, và cũng có khá đông chức sắc Anh giáo gia nhập phong trào.
Tín hữu Giám lý đến từ mọi giai tầng trong xã hội, kể cả giới thượng lưu nhiều quyền lực. Song, các nhà thuyết giáo Giám lý thường tìm đến các khu vực có nhiều người lao động nghèo và tội phạm là những người bị các giáo hội bỏ rơi, đem đến cho họ thông điệp phúc âm. Sau một thời gian chần chừ, Wesley tiếp bước Whitefield tổ chức những buổi truyền giảng bên ngoài khuôn viên các nhà thờ.
Về thần học, đa số tín hữu Giám lý chấp nhận tư tưởng Arminius, trong khi Howell Harris và George Whitefield thiên về thần học Calvin. Từ những thập niên đầu tiên của phong trào Giám lý đã có sự khác biệt này, trong đó phong trào Giám lý xứ Wales và hội đoàn Giám lý của Selina Hastings, Nữ bá tước Huntingdon áp dụng thần học Calvin theo ảnh hưởng của Whitefield. Wesley đã không để những dị biệt thần học này làm tổn thương tình bạn giữa ông và Whitefield, bài giảng của ông trong tang lễ của Whitefield bộc lộ tình cảm sâu sắc và sự tôn trọng Wesley dành cho người bạn quá cố.
Nhờ những hoạt động truyền giáo tích cực và hiệu quả, đức tin Giám lý lan toả khắp Đế quốc Anh, Hoa Kỳ và nhiều nước trên thế giới.
Giáo nghi Giám lý thường đơn giản và chú trọng đến sự thành tâm khi thờ phượng theo giáo huấn của Chúa Giê-xu, "Thiên Chúa là Thần, nên ai thờ lạy Ngài phải lấy tâm thần và lẽ thật mà thờ lạy". Đến năm 2006, có khoảng 75 triệu tín hữu Giám lý trên khắp thế giới.

## Phấn hưng
Cuộc phấn hưng Giám lý bắt đầu từ nước Anh, khởi phát bởi John Wesley, em ông, Charles Wesley, và George Whitefield. Ban đầu là một phong trào canh tân bên trong Giáo hội Anh vào thế kỷ 18, tập chú vào việc nghiên cứu Kinh Thánh và chú trọng đến việc sử dụng các phương pháp để học Kinh Thánh. "Methodist" là biệt danh dùng để chế giễu một hội đoàn được thành lập bởi một nhóm sinh viên Đại học Oxford, họ nhóm lại với nhau từ năm 1729 đến năm 1735 vì mục đích bồi dưỡng tâm linh, dự tiệc thánh mỗi tuần, thường xuyên kiêng ăn để cầu nguyện, tránh xa nếp sống xa hoa và hầu hết các hình thức giải trí vui chơi. Họ tìm đến thăm viếng người nghèo, người bệnh và tù nhân trong lao xá.
Những tín hữu Giám lý tiên khởi đề kháng thái độ vô cảm của Giáo hội Anh, trở thành những nhà thuyết giáo ngoài trời và bắt đầu thành lập các hội đoàn Giám lý bất cứ nơi nào họ đặt chân đến. Nhiều người nhìn xem họ với ít nhiều ác cảm vì cớ những bài giảng đầy nhiệt tâm của họ, nhiều người khác cáo buộc họ là cuồng tín. Nhiều tín hữu Anh giáo lo sợ các học thuyết mới như cần thiết phải trải nghiệm sự tái sinh sau khi được cứu, về sự xưng công chính bởi đức tin, và về sự vận hành của Chúa Thánh Linh trong linh hồn của tín hữu, sẽ gây ra hệ quả xấu trên những người có tâm trí yếu đuối. William Hogarth gọi người Giám lý là "những kẻ cuồng nhiệt, cả tin, mê tín và cuồng tín".
John Wesley chịu ảnh hưởng của giáo phái Moravia và nhà thần học người Hà Lan Jacobus Arminius, trong khi Whitefield chấp nhận quan điểm thần học của John Calvin. Do đó, những người theo họ bắt đầu phân rẽ, những người ủng hộ Whitefield thành lập các giáo hội Giám lý theo tư tưởng Calvin, những người còn lại theo Wesley, chấp nhận quan điểm thần học của Arminius.

## Ly giáo
Dù Wesley không hề có ý định rời bỏ Giáo hội Anh nhưng sau cuộc Cách mạng Hoa Kỳ, Giáo hội Anh từ khước những người Mỹ theo Anh giáo và từ chối phong chức mục sư cho họ. Wesley quyết định làm lễ phong chức cho những người này, và vì ông không phải là Giám mục nên điều này đặt ông vào thế đối kháng với giáo hội. Năm 1784, Wesley và các nhà lãnh đạo khác thành lập Giáo hội Giám lý như là một thực thể độc lập với Anh giáo. Dù vậy, Wesley vẫn tiếp tục thi hành mục vụ của một mục sư Anh giáo cho đến khi qua đời.

## Thần học và giáo nghi

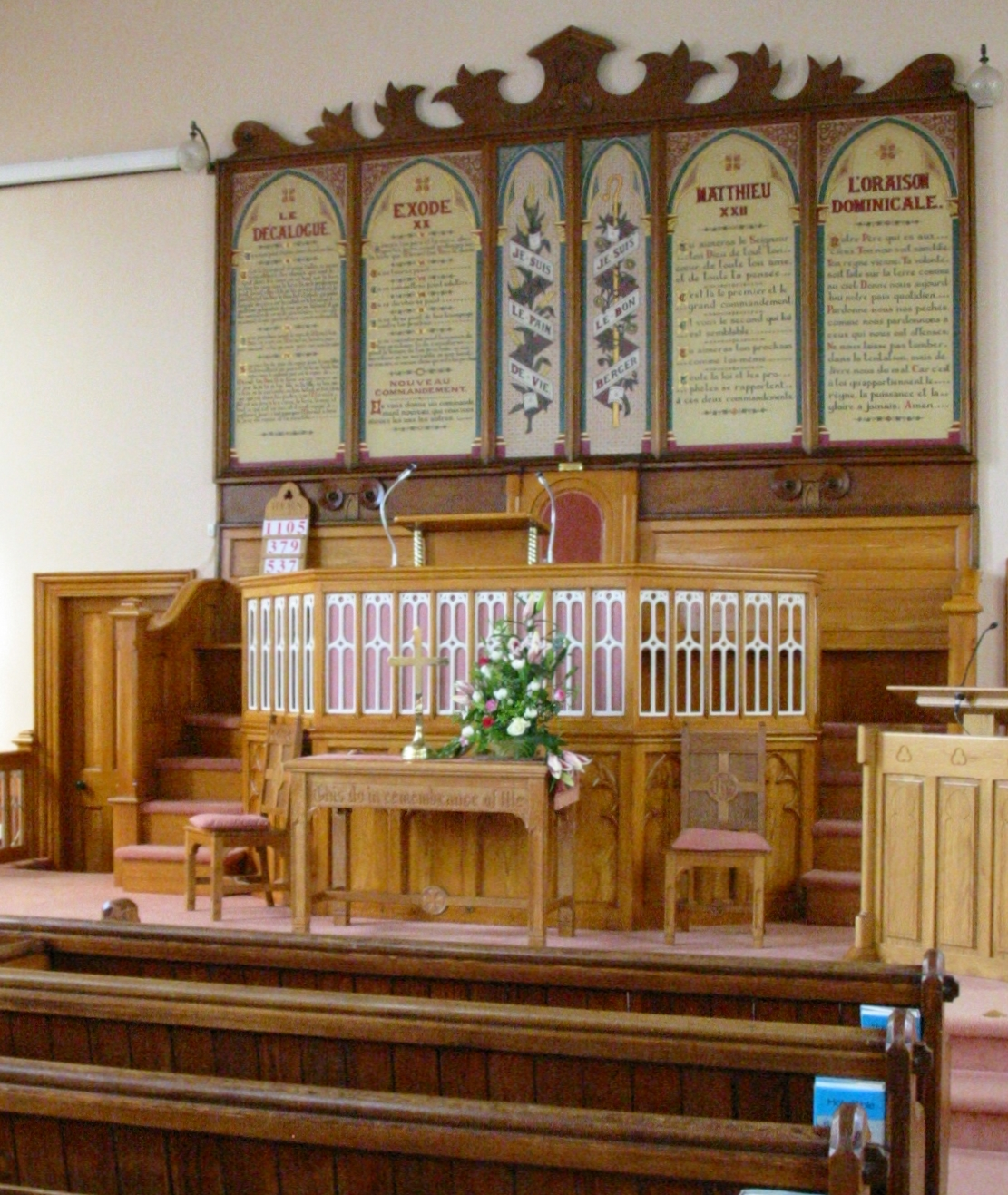
Bên trong Nhà thờ Giám lý St. Martin, Jersey

Tín hữu Giám lý, theo thần học Arminius, tin vào ý chí tự do của con người, qua ân điển tiên kiến của Thiên Chúa, vì vậy bất đồng với thuyết tiền định, là thuyết được chấp nhận rộng rãi trong các giáo phái theo thần học Calvin như Trưởng lão phái. Tuy nhiên, tại những vùng chịu ảnh hưởng của tư tưởng Calvin như xứ Wales, vẫn tồn tại các giáo hội Giám lý theo Calvin.
John Wesley không phải là một nhà thần học, mặc dù nhiều sinh viên chủng viện vẫn thường nghiên cứu các bài giảng của Wesley để tìm hiểu tư tưởng thần học của ông. Thần học Giám lý lại được thể hiện và được chấp nhận rộng rãi qua các bài thánh ca được sáng tác bởi Charles Wesley.
Tín hữu Giám lý tin vào giáo lý Ba Ngôi, Thiên Chúa hiện hữu trong ba thân vị Chúa Cha, Chúa Con và Chúa Thánh Linh. Niềm xác tín bao hàm lời chứng của Kinh Thánh rằng Thiên Chúa tạo dựng thế giới, kiểm soát dòng lịch sử của nhân loại và tể trị đời đời. Họ chỉ cử hành hai thánh lễ: Báp têm và Tiệc Thánh.
Quan điểm truyền thống của giáo hội là bất cứ tư tưởng thần học nào cũng cần quan tâm đến yếu tố lý trí. Nhờ lý trí, tín hữu đọc và giải thích Kinh Thánh, xét xem lời chứng nào là đúng, và tra vấn về đức tin cho đến khi thông hiểu ý chỉ của Thiên Chúa.
Tín hữu Giám lý cũng nhấn mạnh rằng sự cứu rỗi luôn luôn nối kết với truyền bá phúc âm và phục vụ người khác. Sự thánh khiết theo Kinh Thánh là trỗi hơn lòng mộ đạo; yêu Thiên Chúa có nghĩa là yêu người lân cận, khao khát sự công chính và sự sống viên mãn.
Một nét đặc thù về giáo nghi của phong trào Giám lý là lễ Giao Ước. Với một ít khác biệt trong nghi thức, hầu hết các giáo hội Giám lý làm theo lời dạy của Wesley, hằng năm làm mới lại giao ước với Thiên Chúa mà tâm điểm là lời cầu nguyện cho giao ước được viết bởi Wesley.
Có nhiều việc cần phải làm cho Chúa Giê-xu. Có việc dễ dàng, có việc khó khăn. Có việc đem đến vinh dự, có việc mang lại tủi nhục. Có việc làm ta yêu thích và mang đến lợi lộc, có việc ta không hề ưa thích mà cũng chẳng có bổng lộc… Nhưng năng lực sẽ được ban cho chúng ta để hoàn thành mọi việc trong Chúa Giê-xu, đấng làm chúng ta mạnh mẽ.
... nay con không thuộc về mình, nhưng thuộc về Chúa. Xin đặt con vào nơi ngài muốn con sống, đem con đến với những người ngài muốn con chia sẻ; khiến con phải làm việc, cho con chịu đau khổ; có lúc dùng con theo thánh ý, có khi vì ngài mà ở rỗi; do ngài mà được tôn vinh, vì ngài mà chịu sỉ nhục; cho con chịu đói khát, cho con được no đủ; cho con có đủ mọi sự, khiến con thiếu thốn mọi bề; hầu cho con tự nguyện hiến dâng tất cả cho ngài, với cả tấm lòng, để ý ngài được nên, để nước Chúa được đến.

## Giám lý tại Anh Quốc

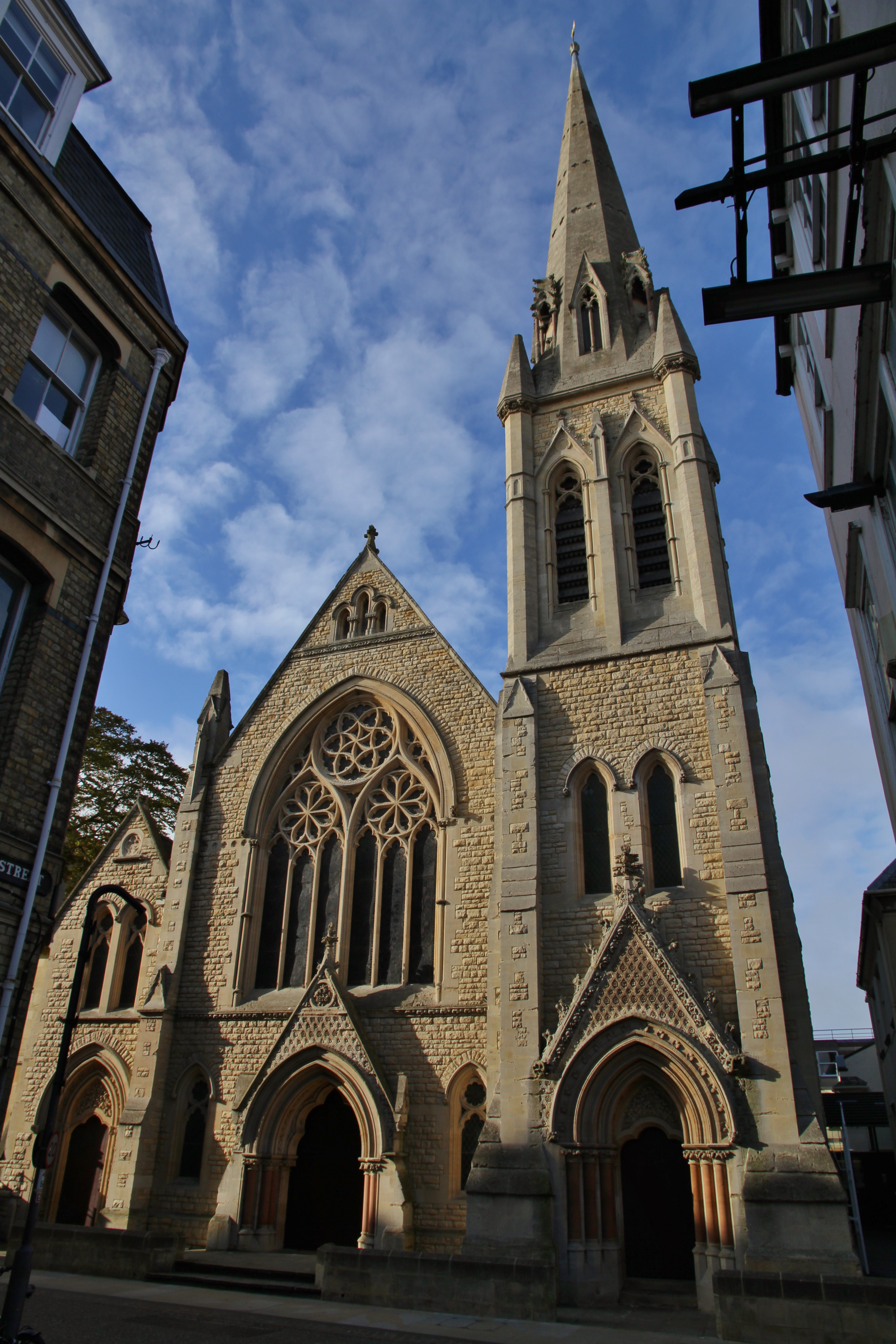
Nhà thờ Tưởng niệm Wesley, Oxford, Wesley từng theo học tại đây

Tại Anh, phong trào Giám lý luôn được biểu trưng với cơ cấu tập quyền, hội đoàn (connexion), tổ chức hội nghị hằng năm. Hội đoàn được chia thành nhiều hạt (district), đặt dưới quyền lãnh đạo của một chủ tọa (có thể là nam hay nữ). Hạt lại được chia thành các khu vực (circuit) đứng đầu là một mục sư chủ nhiệm (superintendent minister). Giám lý ở nước Anh không thiết lập chức Giám mục. Các mục sư được bổ nhiệm vào những khu vực hơn là vào những nhà thờ riêng lẻ (mặc dù một số nhà thờ tại trung tâm các thành phố lớn, gọi là central hall, xem mình là ngang bằng một khu vực (nhà thờ Methodist Central Hall, đối diện Westminster Abbey tại trung tâm Luân đôn là một điển hình). Hầu hết các khu vực có số mục sư ít hơn số lượng nhà thờ, nên lễ thờ phụng thường được hướng dẫn bởi các truyền đạo địa phương (local preacher), hay bởi các mục sư hưu trí. Phong trào Giám lý có ảnh hưởng lớn tại xứ Wales và Cornwall, tại đây người dân không mấy thiện cảm với Giáo hội Anh.
Những cuộc ly giáo từ bên trong giáo hội Giám lý nguyên thủy, cùng với các cuộc phấn hưng dẫn đến việc hình thành nhiều giáo phái độc lập tự xem mình là Giám lý. Lớn nhất trong các giáo phái này là Giáo hội Giám lý Tiên khởi, xuất phát từ một cuộc phấn hưng tại Mow Cop, Staffordshire, và Giáo hội Giám lý Hiệp nhất (không phải giáo phái có cùng tên tại Hoa Kỳ). Từ đó, Giáo hội nguyên thủy được biết đến với tên Giáo hội Giám lý Wesley. Năm 1933, ba nhánh chính của Giám lý nước Anh quyết định hiệp nhất để trở thành Giáo hội Giám lý Anh.
Sau thất bại của những nỗ lực hiệp nhất với Giáo hội Anh, những cuộc đàm phán và hợp tác vẫn được duy trì, dẫn đến việc ký kết một giao ước giữa hai giáo hội vào năm 2003. Từ những năm 1970, giáo hội Giám lý tiến hành các đề án hợp tác với Giáo hội Anh và với Giáo hội Cải cách Hiệp nhất nhằm chia sẻ với nhau các cơ sở của nhà thờ, trường học, và trong một số trường hợp, các mục sư.

## Truyền giáo đến Hoa Kỳ

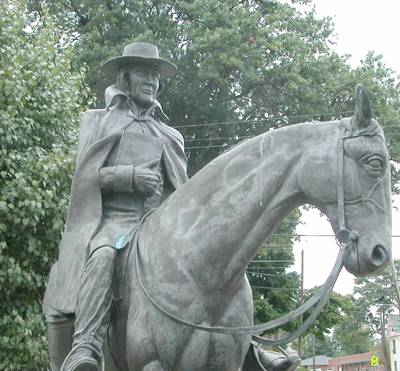
Tượng Francis Asbury, Wilmore, Kentucky

Từ cuối thập niên 1760, đã có các người truyền đạo tình nguyện di cư đến Mỹ và thành lập những hội đoàn Giám lý đầu tiên ở vùng đất mới. Philip Embury bắt đầu ở New York. Không lâu sau đó, Đại uý Webb thuộc quân đội Anh đến trợ giúp Embury, ông thành lập một hội đoàn ở Philadelphia đồng thời tìm đến các khu dân cư dọc bờ biển để thuyết giáo. Trong năm 1770, hai nhà truyền giáo, Richard Boardman và Joseph Pilmoor, được gởi đến từ Anh. Rồi Francis Asbury đặt chân đến nước Mỹ, ông bắt tay tái tổ chức các hoạt động của hội thánh thuộc khu vực trung Đại Tây Dương theo mô hình của Wesley, mặc dù nảy sinh một số bất đồng nội bộ. Việc những giáo sĩ đến thay thế các người truyền đạo địa phương đã gây bất bình cho một số nhà lãnh đạo hàng đầu trong cộng đồng tín hữu. Song, do bùng nổ chiến tranh và do yêu cầu của Wesley, tất cả giáo sĩ đều rời khỏi khu vực này. Khoảng năm 1778, khu vực trung Đại Tây Dương chỉ còn lại một giáo hạt. Nhưng Asbury từ chối ra đi, ông ở lại Delaware suốt trong thời kỳ khó khăn này.
Robert Strawbridge bắt đầu phục hồi các hoạt động của phong trào Giám lý ở Maryland, cùng lúc Embury cũng khởi đầu một công tác tương tự tại New York. Hai người không cộng tác với nhau, cũng không biết về sự hiện hữu của người kia. Strawbridge tự phong chức cho mình và thiết lập một giáo hạt. Ông đào tạo nhiều phụ tá tài năng, sau này trở nên những nhà lãnh đạo đầu tiên có nhiều ảnh hưởng trên phong trào Giám lý tại Mỹ. Công việc của ông tiến triển nhanh chóng, thu hút nhiều tân tín hữu cũng như mở rộng địa bàn hoạt động. Lúc này, các truyền đạo địa phương cộng tác mật thiết với các giáo sĩ, tiếp tục tuyển dụng, đào tạo và sai phái nhiều truyền đạo tình nguyện hơn vào công trường thuộc linh. Trong khi đó, ở miền Nam, phong trào Giám lý không phụ thuộc vào các giáo sĩ như ở khu vực trung Đại Tây Dương.
Cho đến lúc này, ngoại trừ Strawbridge, không ai trong số các giáo sĩ và truyền đạo người Mỹ được phong chức, do đó họ tiếp tục nhận thánh lễ từ các chức sắc thuộc Anh giáo. Nhưng hầu hết mục sư Anh giáo đều đi đến Anh Quốc, New York hoặc Canada trong lúc chiến tranh. Để đáp ứng nhu cầu của hội thánh, một nhóm truyền đạo địa phương tự phong chức cho mình. Động thái này gây ra sự phân rẽ giữa Asbury và các truyền đạo phương Nam. Asbury tìm cách giải quyết cuộc khủng hoảng bằng cách thuyết phục những người này chờ đợi một giải pháp đến từ John Wesley. Năm 1784, Wesley cử Mục sư Thomas Coke đến Mỹ để thành lập một giáo hội độc lập tại đây. Một hội đồng được tổ chức vào tháng 12. Coke được uỷ nhiệm tấn phong Asbury để đồng lãnh đạo giáo hội. Nhưng Asbury trông đợi sự uỷ nhiệm từ đại biểu của hội đồng, tuyên bố ông sẽ không chấp nhận sự tấn phong trừ khi hội đồng biểu quyết bầu ông vào chức vụ ấy. Kể từ thời điểm ấy, các chức vụ lãnh đạo của giáo hội đều đến từ sự uỷ nhiệm của hội đồng. Về sau, Coke thuyết phục hội đồng chấp nhận chức vụ Giám mục và hội đồng đã tấn phong Coke và Asbury là những Giám mục đầu tiên của Giáo hội Giám lý, mặc dù quyết định này đã gây nhiều tranh cãi và Wesley cũng không phê chuẩn việc thiết lập chức danh Giám mục.
Đến kỳ đại hội đồng Giáo hội Giám lý tổ chức năm 1792, vấn đề chức danh Giám mục lại được đem ra bàn cãi; cuối cùng các đại biểu đồng ý với quan điểm của Giám mục Asbury. Tuy nhiên, trong đầu thập niên 1790, một số người tách khỏi giáo hội và thành lập Giáo hội Giám lý Tiên khởi và Giáo hội Giám lý Cộng hoà. Asbury tiếp tục được nhìn nhận là nhà lãnh đạo phong trào Giám lý tại Mỹ trong khi Coke gặp nhiều bất đồng với các người truyền đạo địa phương và ông mất dần ảnh hưởng.

## Giám lý tại Hoa Kỳ

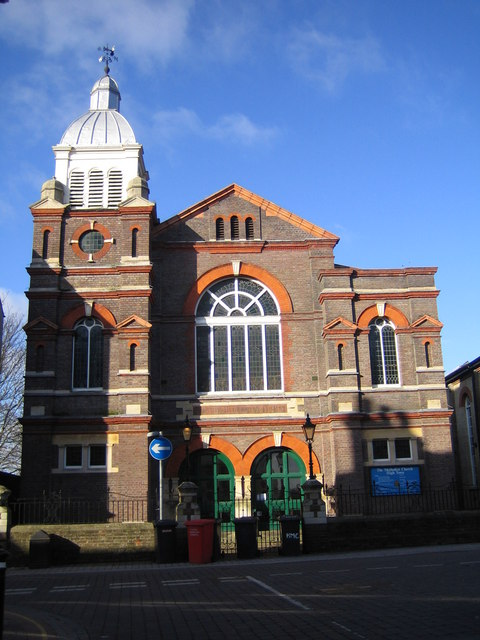
Nhà thờ Giám lý High Town

Thập niên 1730 và 1740, bùng nổ ở Mỹ trong những khu định cư phong trào phấn hưng tôn giáo gọi là Đại Tỉnh thức. Nhà thuyết giáo người Anh George Whitefield là người thủ giữ vai trò quan trọng trong phong trào. Ông tìm đến các khu định cư trên khắp đất nước để rao giảng Phúc âm với sức thuyết phục mạnh mẽ và khơi dậy các tình cảm tôn giáo.
Cung cách thuyết giảng mới lạ và sinh động cùng nhiệt tâm sống đạo của tín hữu đã thổi một luồng sinh khí mới vào đời sống tôn giáo tại Mỹ. Người ta bày tỏ sự quan tâm đến tôn giáo với lòng nhiệt thành và đầy xúc cảm thay vì thụ động lắng nghe cách vô cảm những bài thuyết giảng thông thái. Họ bắt đầu nghiên cứu Kinh Thánh ngay tại nhà, điều này làm suy giảm ảnh hưởng của phương pháp phổ biến đức tin trong các buổi lễ tôn giáo, và đến gần với khuynh hướng chú trọng đến những trải nghiệm cá nhân trong qui đạo và sống đạo, được quảng bá ở Âu châu trong cuộc Cải cách Kháng nghị.
Những Giám mục đầu tiên của Giáo hội Giám lý tại Mỹ là Thomas Coke và Francis Asbury. Vào Hội đồng Giáng sinh Baltimore năm 1784 khai sinh Giáo hội Giám lý Hoa Kỳ, Coke (đã được phong chức trong Giáo hội Anh) tấn phong cho Asbury các chức vụ chấp sự, trưởng lão và Giám mục trong ba ngày liên tiếp. Các truyền đạo khu vực, hầu hết là tình nguyện, dong ruỗi trên lưng ngựa đi khắp nơi để rao giảng phúc âm và thành lập giáo đoàn cho đến khi khó có thể tìm thấy một cộng đồng dân cư nào ở Mỹ mà không tiếp xúc với thông điệp Cơ Đốc giáo theo cung cách giãi bày của người Giám lý. Một trong những nhà truyền đạo nổi tiếng nhất là Robert Strawbridge, sống ở vùng phụ cận Quận Carroll, Maryland ngay sau khi ông đặt chân đến đất Mỹ trong năm 1760.
Cuộc Đại Tỉnh thức lần thứ hai là một làn sóng phấn hưng tôn giáo lan toả khắp đất nước. Tại vùng New England, mối quan tâm về tôn giáo vừa được hồi sinh đã mở lối cho một làn sóng hoạt động xã hội trong vòng dân cư trong vùng; Phong trào Giám lý phát triển mạnh mẽ và thiết lập nhiều trường đại học, nổi tiếng nhất là Đại học Boston. Trong "khu vực bùng cháy" ở phía tây New York, tinh thần phấn hưng bùng phát mãnh liệt. Phong trào Giám lý chứng kiến sự xuất hiện của Phong trào Thánh khiết. Ở miền Tây, nhất là tại Cane Ridge, Kentucky và tại Tennessee, cuộc phấn hưng tôn giáo củng cố và phát triển đức tin Giám lý và Baptist.
Cuộc Đại Tỉnh thức lần thứ ba từ năm 1858 đến năm 1908 chứng kiến sự gia tăng vượt bậc số tín hữu Giám lý, và phát triển mạnh mẽ con số các định chế xã hội như các trường đại học. Tín hữu Giám lý thường tham gia tích cực vào phong trào truyền giáo và phong trào phúc âm xã hội.
Những bất đồng về vấn đề nô lệ đặt phong trào Giám lý vào một giai đoạn khó khăn trong thượng bán thế kỷ 19. Trong khi các nhà lãnh đạo miền Bắc không bày tỏ lập trường rõ ràng vì e sợ xảy ra ly giáo, thì Giáo hội Giám lý Wesley và Giáo hội Giám lý Tự do, chủ trương chống nô lệ, hoạt động tích cực trong Tuyến hoả xa ngầm (Underground Railroad), giúp giải thoát nô lệ. Năm 1845, các giáo hội chủ trương sở hữu nô lệ gặp nhau tại Louisville để thành lập Giáo hội Giám lý miền Nam, nhưng đến năm 1939, giáo hội tại hai miền quyết định tái hiệp nhất khi nô lệ không còn là vấn đề quan trọng.
Giáo hội Giám lý Hiệp nhất, thành lập năm 1968, là sự sáp nhập của Giáo hội Giám lý và Giáo hội Tin lành Anh em của các tín hữu Giám lý gốc Đức, họ không còn muốn duy trì sự thờ phụng bằng tiếng Đức. Giáo hội Giám lý Hiệp nhất có xấp xỉ 9 triệu tín hữu vào cuối thập niên 1990. Ngày nay, trong khi Giám lý tại Hoa Kỳ đang suy yếu dần thì phong trào này lại tăng trưởng mạnh tại các quốc gia đang phát triển.
Về thể chế, Giám lý tại Hoa Kỳ áp dụng mô hình liên kết. Mục sư được bổ nhiệm đến các nhà thờ bởi Giám mục. Các giáo phái Giám lý dành cho tín hữu quyền đại biểu tại các hội đồng cấp khu vực và cấp quốc gia, là các định chế có thẩm quyền xem xét và quyết định mọi vấn đề của giáo hội. Như vậy, về tổ chức, cấu trúc này khác với thể chế Giám mục (episcopalian) như Anh giáo, cũng khác với mô hình tự trị giáo đoàn (congregational) như Baptist và những giáo phái khác.
Ngoài Giáo hội Giám lý Hiệp nhất, có hơn 40 giáo phái khác bắt nguồn từ phong trào Giám lý khởi xướng bởi John Wesley. Tổ chức từ thiện Cứu Thế Quân (Salvation Army) được thành lập bởi William Booth, một mục sư Giám lý. Tổ chức này cũng chấp nhận nền thần học Giám lý. Một giáo phái có liên hệ với phong trào là Giáo hội Nazarene. Một số giáo phái Ngũ tuần (pentecostal) như Assemblies of God cũng có nguồn gốc hoặc chịu ảnh hưởng của tư tưởng Wesley.
Giáo hội Giám lý Hiệp nhất chấp nhận một quan điểm rộng mở về các xác tín thần học và chính trị. Điển hình là trong số các tín hữu nổi tiếng thuộc giáo hội này, Tổng thống George W. Bush và Phó Tổng thống Dick Cheney (thường xuyên đi nhà thờ dù không phải là thuộc viên) thuộc Đảng Cộng hoà, trong khi Hillary Clinton và John Edwards là đảng viên Dân chủ.
Phong trào Giám lý, khởi phát tại nước Anh từ những năm 1720, sớm quan tâm đến các hoạt động xã hội và giáo dục. Nhiều định chế xã hội và giáo dục được thành lập tại Hoa Kỳ từ đầu thế kỷ 19, cho đến nay có khoảng hai mươi viện đại học được đặt theo tên John Wesley.
Giáo hội Giám lý Hiệp nhất hình thành từ sự kết hợp giữa Liên hữu Tin Lành (Evangelical United Brethren) và Giáo hội Giám lý. Trước đó, Liên hữu Tin Lành cũng là thành quả từ sự hiệp nhất giữa các nhóm Giám lý gốc Đức. Trong thập niên 1990, Giáo hội Giám lý Hiệp nhất có khoảng 9 triệu thuộc viên.

## Các quốc gia khác

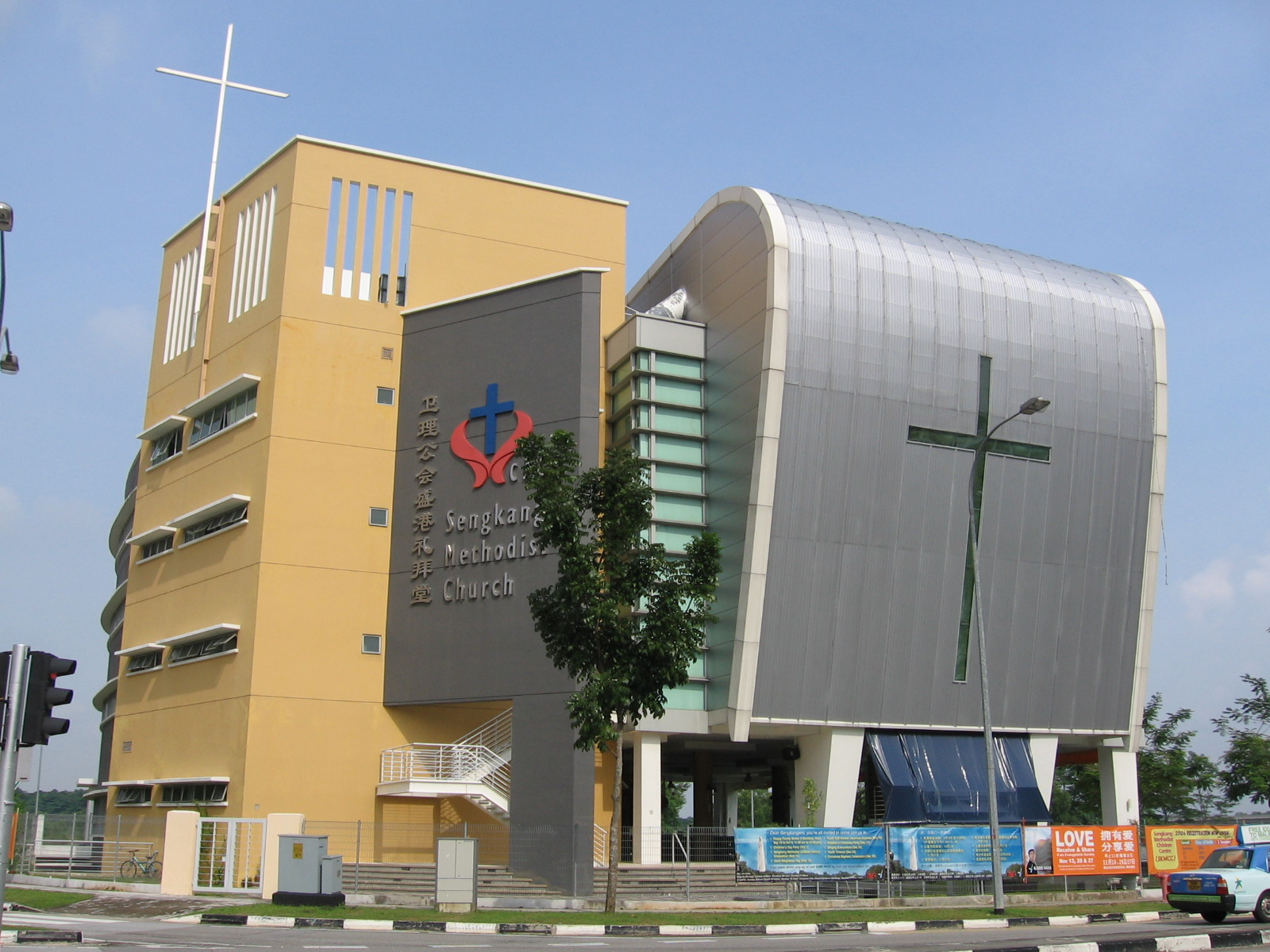
Nhà thờ Giám lý Sengkang

Ước tính có khoảng 75 triệu tín hữu Giám lý trên thế giới, mặc dù con số này đang trên đà sụt giảm nghiêm trọng, nhất là ở Bắc Mỹ, khi nhiều thuộc viên Giám lý ở đây có khuynh hướng gia nhập các giáo hội theo khuynh hướng truyền thống trong thần học. Phần lớn các giáo hội Giám lý đều là thành viên của Hội đồng Giám lý Thế giới, trụ sở đặt ở Lake Junaluska, Bắc Carolina, Hoa Kỳ.
Có hai thời điểm đánh dấu sự kiện đức tin Giám lý truyền bá đến Ấn Độ: năm 1817 và 1856. Tiến sĩ Thomas Coke và sáu nhà truyền giáo lên tàu hướng về Ấn Độ đúng ngày đầu tiên năm 1814. Tiến sĩ Coke, khi ấy đã 66 tuổi, qua đời trong chuyến hải hành. Mục sư James Lynch là người duy nhất trong đoàn đặt chân lên Madras (nay là Chennai) trong năm 1817, tại một địa điểm gọi là Black Town (Broadway), về sau đổi tên thành George Town. Ngày 25 tháng 4 năm 1822, Lynch hướng dẫn lễ thờ phượng đầu tiên tại Ấn Độ theo giáo nghi Giám lý trong một chuồng ngựa. Nhà thờ Giám lý đầu tiên được cung hiến tại Royapettah năm 1819. Một nhà nguyện được xây dựng tại Broadway và được cung hiến ngày 25 tháng 4 năm 1822. Vào lúc này có khoảng 100 tín hữu Giám lý ở Madras, họ là người Âu hoặc người lai Á Âu. Năm 1874, Giáo hội Giám lý Mỹ khởi sự hoạt động tại Ấn Độ với những nhà truyền bá phúc âm nổi tiếng như William Taylor. Năm 1947, Giáo hội Giám lý hiệp nhất với Anh giáo, Trưởng Lão, và một số giáo hội Kháng Cách khác để thành lập Giáo hội Nam Ấn.
Tại Úc, sự hiệp nhất giữa Giáo hội Giám lý với Giáo hội Trưởng lão và Tự trị giáo đoàn (Congregational) vào năm 1977 giúp hình thành Giáo hội Hiệp nhất.
Tương tự, tại Canada, Giáo hội Hiệp nhất Canada là kết quả của một chuỗi các nỗ lực hiệp nhất khởi đầu từ năm 1884 đến năm 1968.
Tồn tại một số nhà thờ Giám lý ở Âu châu, mạnh nhất là tại Đức. Ở Âu châu, tư tưởng Giám lý được truyền bá từ Hoa Kỳ chứ không phải từ Anh.
Giáo hội Giám lý mạnh nhất có lẽ là tại Hàn Quốc (Xem Cơ Đốc giáo tại Hàn Quốc). Cũng có mặt tại Bắc Mỹ nhiều nhà thờ Giám lý nói tiếng Hàn, chăm sóc dân nhập cư nói tiếng Hàn, dù nhiều người trong số họ không phải là tín hữu Giám lý.
Quốc gia có tỷ lệ dân số là tín hữu Giám lý cao nhất trên thế giới là đảo quốc Fiji.
Các giáo sĩ đến từ Anh, Mỹ và Úc thành lập nhiều giáo hội Giám lý tại những quốc gia thuộc Khối Thịnh vượng chung Anh. Ngày nay, họ trở thành những giáo hội độc lập và lớn mạnh hơn các giáo hội "mẹ".
Hầu hết các giáo hội Giám lý đều gia nhập một tổ chức có tính biểu trưng gọi là Hội đồng Giám lý Thế giới, đặt trụ sở tại Lake Junaluska, Bắc Carolina, Hoa Kỳ.

### Thế giới
- Harmon, Nolan B., ed. The Encyclopedia of World Methodism. Abingdon Press, 1974. ISBN 0-687-11784-4
- Richard P. Heitzenrater. Wesley and the People Called Methodists (1994)
- David Hempton. Methodism: Empire of the Spirit (2005)
- David Hempton. Methodism and Politics in British Society, 1750-1850 (1984)
- John Kent; Wesley and the Wesleyans Cambridge University Press, 2002
- Wellman J. Warner; The Wesleyan Movement in the Industrial Revolution 1930

### Người Mỹ gốc Phi
- James T. Campbell; Songs of Zion: The African Methodist Episcopal Church in the United States and South Africa Oxford University Press, 1995
- Carol V. R. George, Segregated Sabbaths: Richard Allen and the Rise of Independent Black Churches, 1760-1840 (1973)
- Montgomery, William G. Under Their Own Vine and Fig Tree: The African-American Church in the South, 1865-1900 (1993)
- Clarence Walker, A Rock in a Weary Land: The African Methodist Episcopal Church During the Civil War and Reconstruction (1982).
- David W. Wills, and Richard Newman, eds., Black Apostles at Home and Abroad: Afro-American and the Christian Mission from the Revolution to Reconstruction (1982).

### Hoa Kỳ
- Cameron, Richard M. ed. Methodism and Society in Historical Perspective 4 vol (1961)
- Cynthia Lynn Lyerly. Methodism and the Southern Mind, 1770-1810. Religion in America Series. Oxford University Press, 1998. Pp. x, 251. ISBN 0-19-511429-9
- Donald Meyer; The Protestant Search for Political Realism, 1919-1941 Wesleyan Univ. Press 1988.
- Jean Miller Schmidt. Grace Sufficient: A History of Women in American Methodism, 1760-1939 (1996)
- Sweet, William Warren, Methodism in American History (1954) (ISBN 0-687-25081-1)
- John H. Wigger; Taking Heaven by Storm: Methodism and the Rise of Popular Christianity in America Oxford University Press, 1998. Pp. ix, 269. focus on 1770-1910